# Einsatzleitwagen

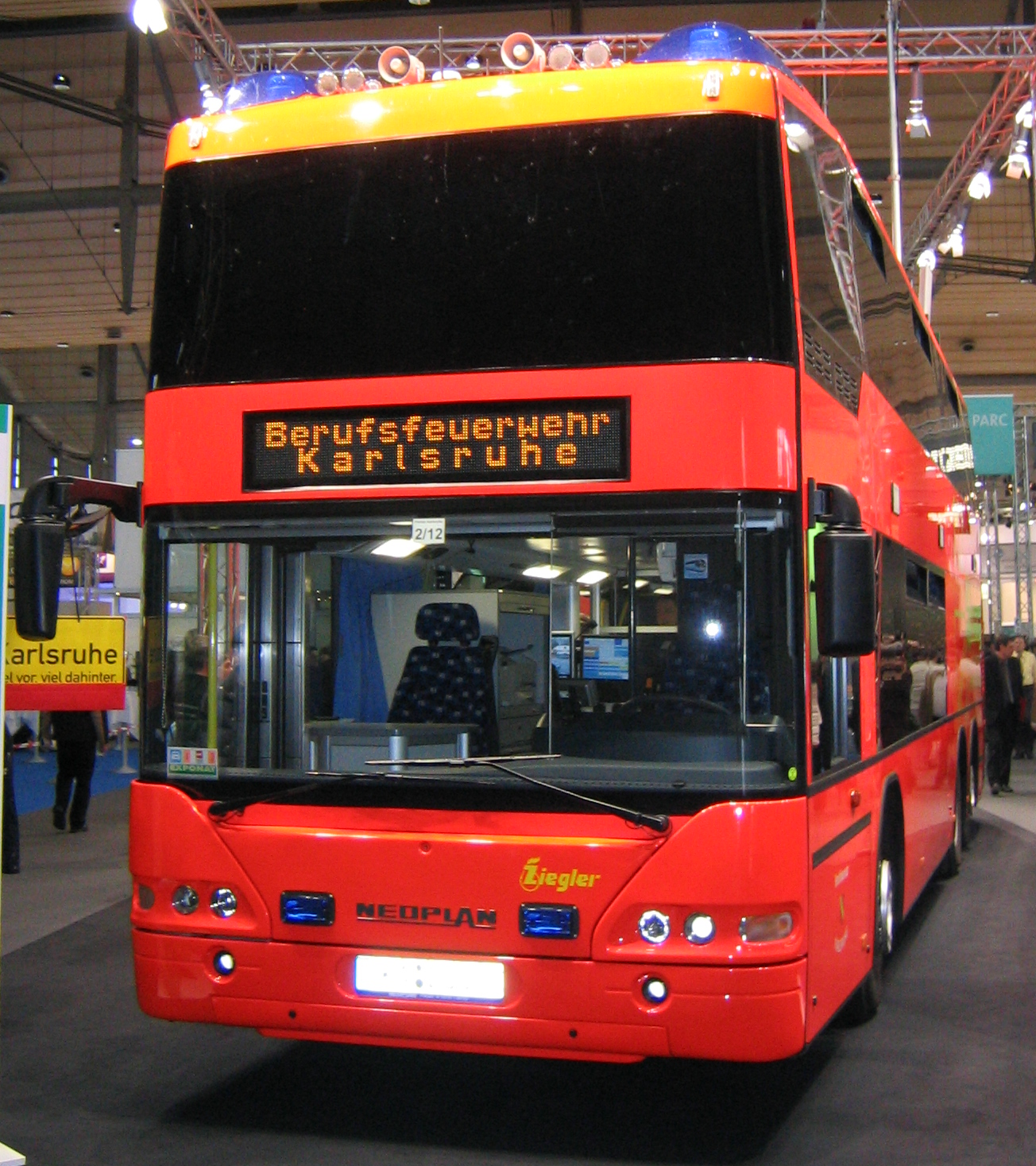
Einsatzleitwagen 2 der Feuerwehr Karlsruhe

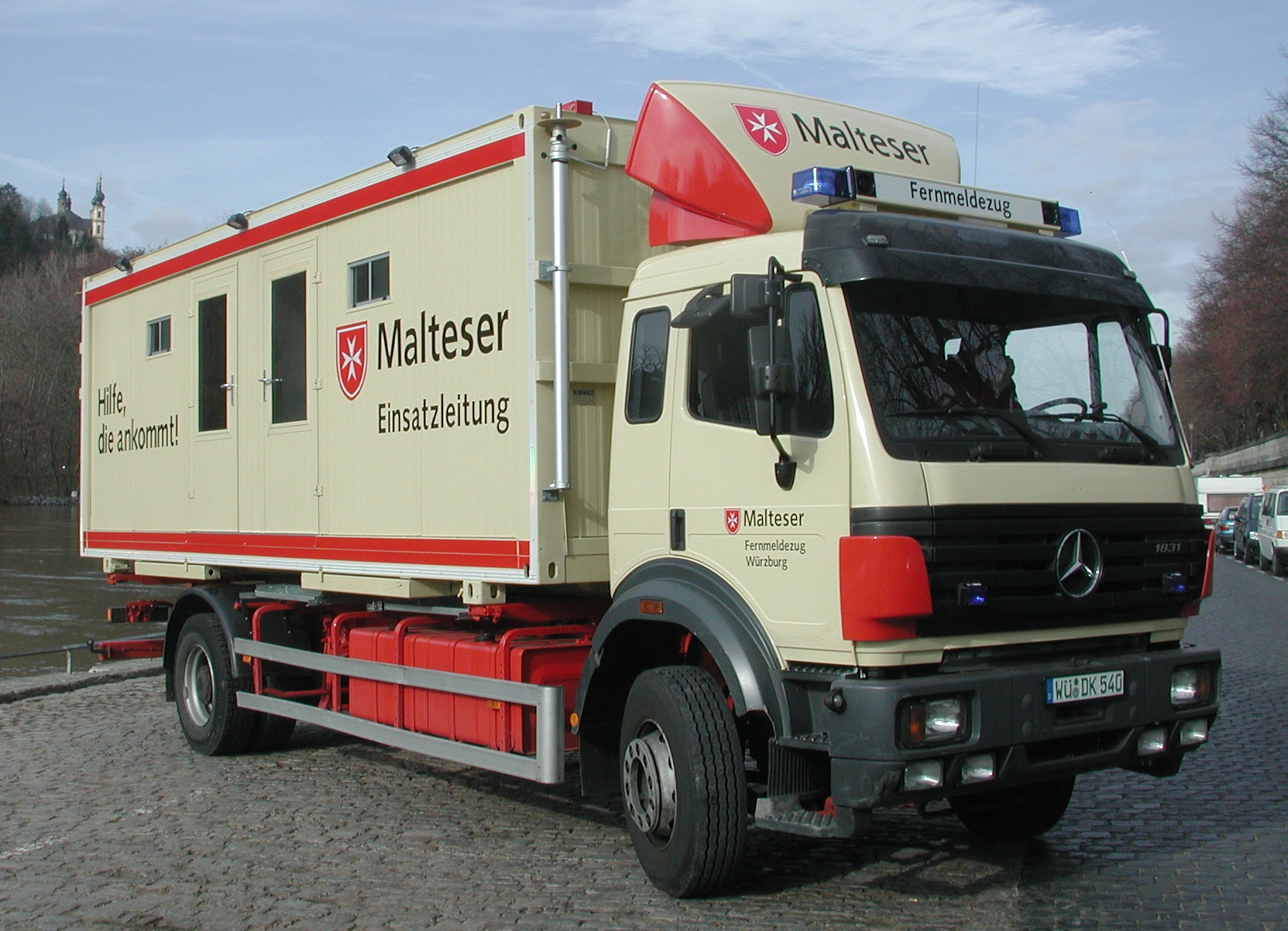
Einsatzleitwagen 2 der Malteser

Ein Einsatzleitwagen (kurz: ELW) ist in Deutschland ein Einsatzfahrzeug, das der Führung und Koordination von taktischen Einheiten der Feuerwehr, des THW, der Polizei oder anderer Hilfskräfte dient. Dementsprechend verfügen die meisten Behörden und Organisationen mit Sicherheitsaufgaben über Einsatzleitwagen.
In Österreich werden ähnliche Fahrzeuge der Feuerwehr oder dem Roten Kreuz als Kommandofahrzeuge (kurz: KdoF oder KDF), Einsatzleitfahrzeuge (kurz: ELF) oder Mobile Leitstelle (kurz: MLS) bezeichnet. Sie unterliegen nicht der deutschen Standardisierung oder Normung, haben aber, der gleichen Aufgabenstellung entsprechend, eine ähnliche Ausrüstung.

## Aufgaben
Die Aufgaben eines Einsatzleitwagens hängen vom konkreten Einsatz und der ihn verwendenden Hilfsorganisation ab. Im Wesentlichen besteht seine Aufgabe jedoch im Transport der Einsatzleitung mitsamt deren Ausrüstung, der Bereitstellung von Geräten zur Erkundung und Führung sowie zur Abwicklung des Funkverkehrs mit der Einsatzstelle sowie zwischen der Einsatzstelle und einer höheren Führungseinrichtung.
Entsprechend der Norm und den entsprechenden Dienstvorschriften wird ein Einsatzleitwagen standardmäßig mit einem sogenannten Zugtrupp besetzt, der dem Einsatzleiter bei der Abwicklung eines Einsatzes hilft. Dieser Trupp setzt sich aus einem Fahrer, einem Funker, einem Gruppenführer zur besonderen Verfügung und dem Zugführer bzw. Einsatzleiter selbst zusammen.
Vielerorts ist man jedoch, zumindest beim normalen Einsatzaufkommen, dazu übergegangen, einen Einsatzleitwagen lediglich mit Fahrer und Einsatzleiter zu besetzen.

## Entwicklung der Normung
Für die Verwendung in Deutschland sind die heutigen Typen seit dem Jahr 1999 genormt (DIN 14507-2 bis DIN 14507-5). Zuvor waren der Zuschnitt und die Aufgaben dieser Fahrzeuge sehr unterschiedlich.

## Baugrößen

### Kommandowagen

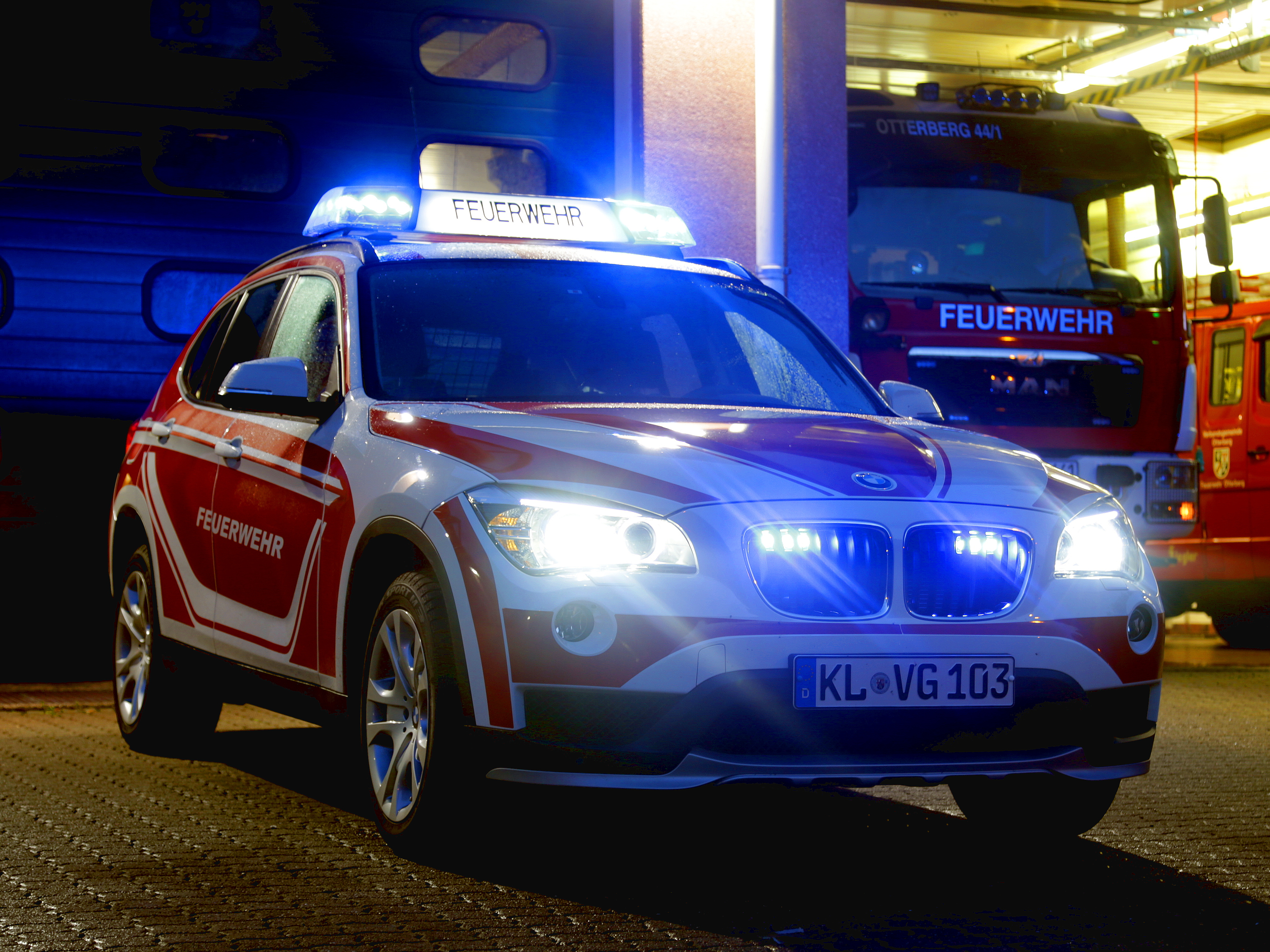
Kommandowagen der Feuerwehr

Der in der DIN 14 507 Teil 5 genormte Kommandowagen (KdoW) ist ein Führungsfahrzeug für kleinere Einsätze. Es dient vor allem dem Transport von Führungskräften bzw. auch als deren Dienstfahrzeug. Dieses Fahrzeug sollte als selbstständiger und einzelner Leitwagen nur zur Koordination kleiner Einsätze genutzt werden. De facto wird es aber empirisch hauptsächlich von Führungskräften größerer Feuerwehren oder Einheiten verwendet.
Da es sich hierbei in der Regel um einen Pkw bzw. einen Kombi handelt, erreicht ein Kommandowagen deutlich höhere Geschwindigkeiten als herkömmliche Einsatzfahrzeuge auf Lkw-Basis. Dies ermöglicht einem Einsatzleiter bereits an der Einsatzstelle einzutreffen und diese zu erkunden, bevor weitere Kräfte eintreffen und instruiert werden müssen. Aufgrund des föderalistischen Staatsaufbaus existiert kein einheitlicher Funkrufname für dieses Fahrzeug. Seine Sonderbeladung besteht in der Regel aus Atemschutzgeräten, Funkgeräten, Handscheinwerfern, Führungsmaterialien und Winkerkellen. Das maximal zulässige Gesamtgewicht beträgt laut Norm 3,5 Tonnen (mindestens aber 1,7 Tonnen).
 Kommandowagen der Medizinischen Task Force
Für die Medizinische Task Force (MTF) hat das Bundesamt für Bevölkerungsschutz und Katastrophenhilfe (BBK) einen eigenen Kommandowagen definiert. Die Ausstattung ähnelt der eines DIN-genormten ELW 1, er besitzt aber drei Sitzplätze im Fahrerhaus und zusätzliche sechs im Aufbau. Das Fahrzeug genügt unter anderem aufgrund der Länge und des zulässigen Gesamtgewichtes von 3,88 Tonnen nicht der DIN-Norm für einen Kommandowagen. Der Kommandowagen verfügt über Hinterachsantrieb.

### Einsatzleitwagen 1

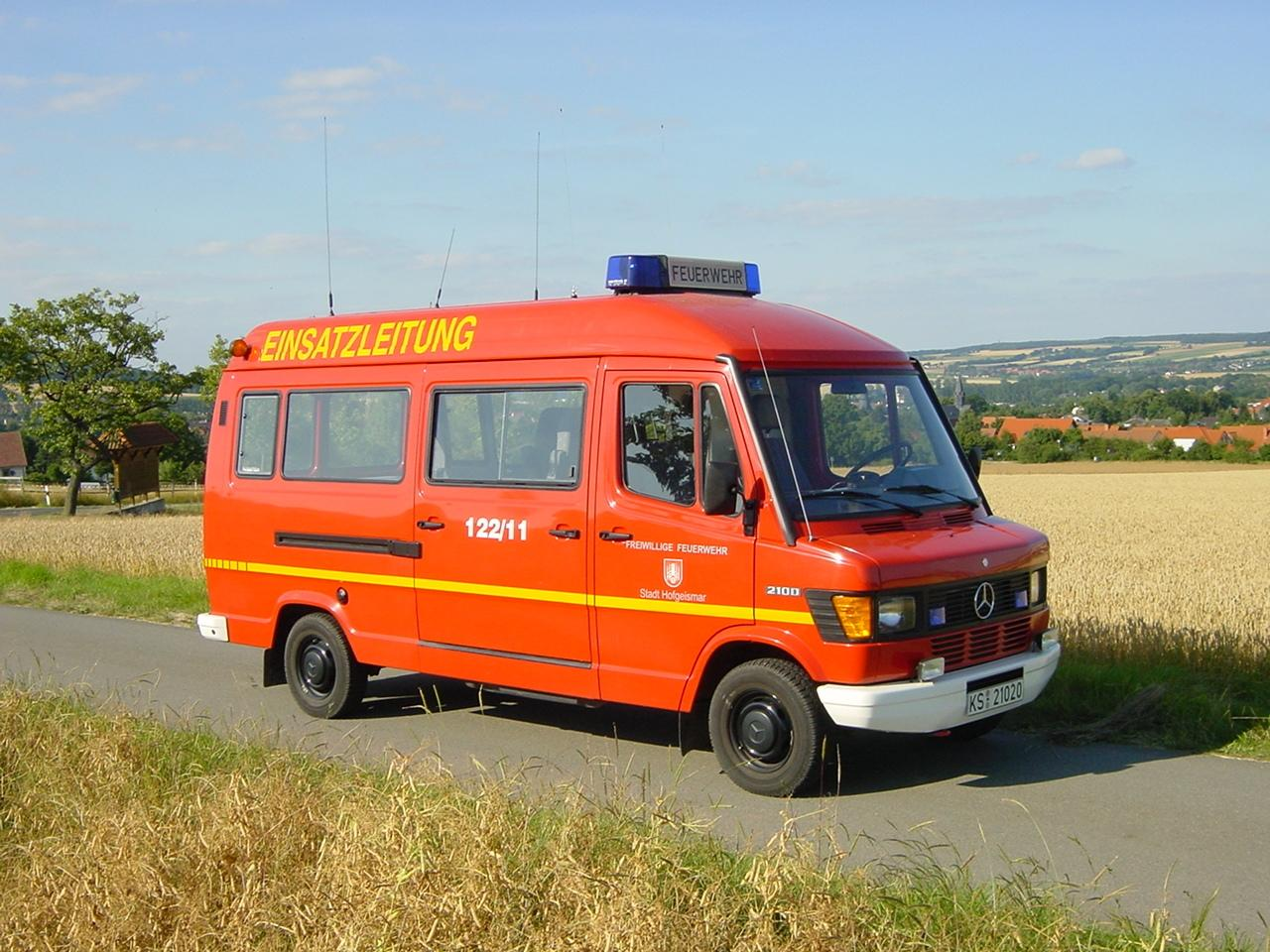
Einsatzleitwagen 1 der Feuerwehr Hofgeismar

Der in der DIN 14507 Teil 2 genormte Einsatzleitwagen 1 (ELW 1) ist das Standard-Führungsfahrzeug vieler Feuerwehren. Bei Einsätzen bis zu mittlerem Umfang kann er eine Einsatzleitung beherbergen und unterstützen. Viele Berufsfeuerwehren und zahlreiche Freiwillige Feuerwehren haben den Einsatzleitwagen 1 in ihrer Alarm- und Ausrückeordnung als Führungsfahrzeug eines Löschzugs vorgesehen.
In der Regel dienen Kleinbusse oder Kleintransporter als Fahrgestell für diese Fahrzeuge, da diese deutlich mehr Arbeits- und Sitzfläche ermöglichen als Pkw. In seinem Inneren befinden sich dann in der Regel Sitzbänke mit einem Tisch sowie mehrere Funkgeräte. Die Sonderbeladung dieses Fahrzeugs variiert stark mit den örtlichen Gegebenheiten. Das maximal zulässige Gesamtgewicht beträgt laut Norm 4 Tonnen. Diese werden i. d. R. auch als MTW-EL bezeichnet.
Nach der Empfehlung der Innenministerkonferenz (IMK) 1994 trägt das Fahrzeug den Funkrufnamen ../11/... In Bayern lautet die Teilkennziffer für ELW 1 im BOS-Funk 12.

### Einsatzleitwagen der Analytischen Task Force
Für die Analytische Task Force (ATF) hat das Bundesamt für Bevölkerungsschutz und Katastrophenhilfe (BBK) ein separates Typenblatt für einen Einsatzleitwagen der Analytischen Task Force (ELW ATF) herausgegeben. Dieser entspricht weitestgehend der DIN-Norm für einen ELW 1, ist allerdings als Dreisitzer mit einem zulässigen Gesamtgewicht von 4,6 Tonnen vorgesehen und mit dem Fernerkundungsgerät SIGIS 2 mit motorbetriebenem Lift ausgestattet. Der ELW ATF verfügt über einen permanenten Allradantrieb.

### Einsatzleitwagen 2

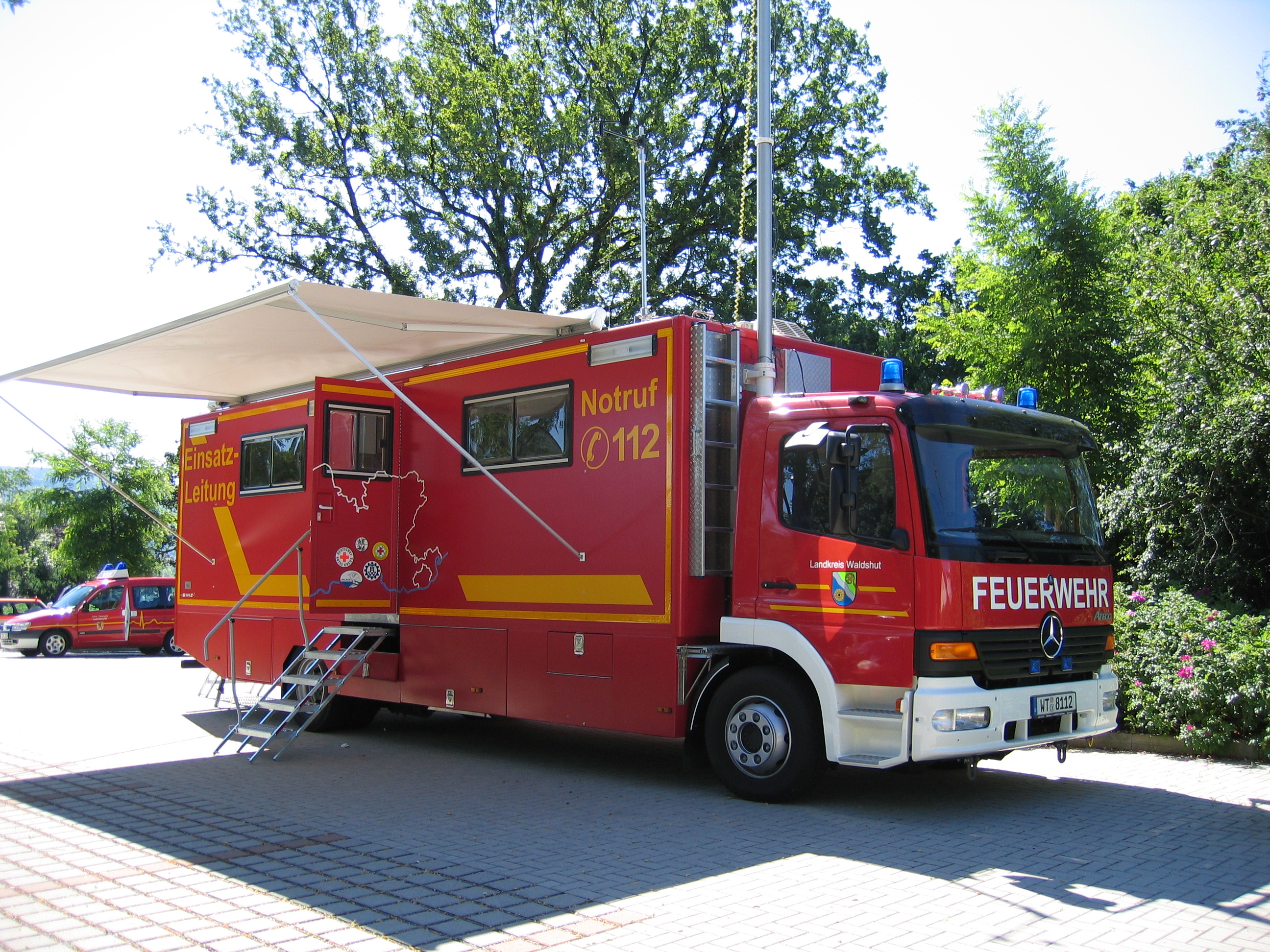
Einsatzleitwagen 2 der Feuerwehr Landkreis Waldshut

Der in der DIN 14507 Teil 3 genormte Einsatzleitwagen 2 ist zur Koordination mittlerer und größerer Einsätze der Feuerwehr und des Katastrophenschutzes ausgerichtet. Er kann eine ganze Führungsgruppe bei ihrer Arbeit unterstützen, was etwa beim Einsatz eines Verbandes oder mehrerer taktischer Einheiten in einem größeren Einsatzgebiet oder aber auch bei der Koordination verschiedener Hilfsorganisationen bei einem einzigen Einsatz nötig wird. Je nach Ausstattung können manche Einsatzleitwagen 2 eine Leitstelle bei einem Ausfall provisorisch ersetzen. Der ELW 2 besitzt zurzeit laut Norm ein maximales Gesamtgewicht von 16 t.
Ein Einsatzleitwagen 2 verfügt neben der Fahrerkabine über einen Besprechungs- und einen Funkraum, wobei letztere voneinander getrennt sein müssen. Der Funkraum verfügt dabei über mindestens drei vollwertige Fernmelde-Arbeitsplätze, der Besprechungsraum über mindestens fünf Sitzplätze. Zur funktionsbezogenen Nutzung eines ELW 2 sind mindestens sechs Besatzungsmitglieder (1 Sichter, 4 Funker, 1 Techniker) zuzüglich Einsatzleiter und sein Stellvertreter notwendig. Deshalb sind Einsatzleitwagen 2 in der Regel auf die Fahrgestelle von Bussen oder Klein-Lkw aufgebaut.
Der Funkrufname des ELW 2 ist entsprechend der Empfehlung der Innenministerkonferenz von 1994 fast flächendeckend die ../12/... In Bayern haben ELW 2 die Teilkennziffer 13.
Zur Sonderbeladung des Fahrzeugs gehören neben den üblichen Führungs- und Sicherungsmitteln auch Handlautsprecher, Fernglas, Spaten, sowie eine umfangreiche Kommunikationstechnik. Letztere besteht mindestens aus jeweils drei Funkgeräten für das 2-m- und das 4-m-Band sowie das TETRA BOS Funknetz, Mobiltelefon, Telefax, Internetanschluss, Tonbandgeräten, Antennen.

### Einsatzleitwagen 3

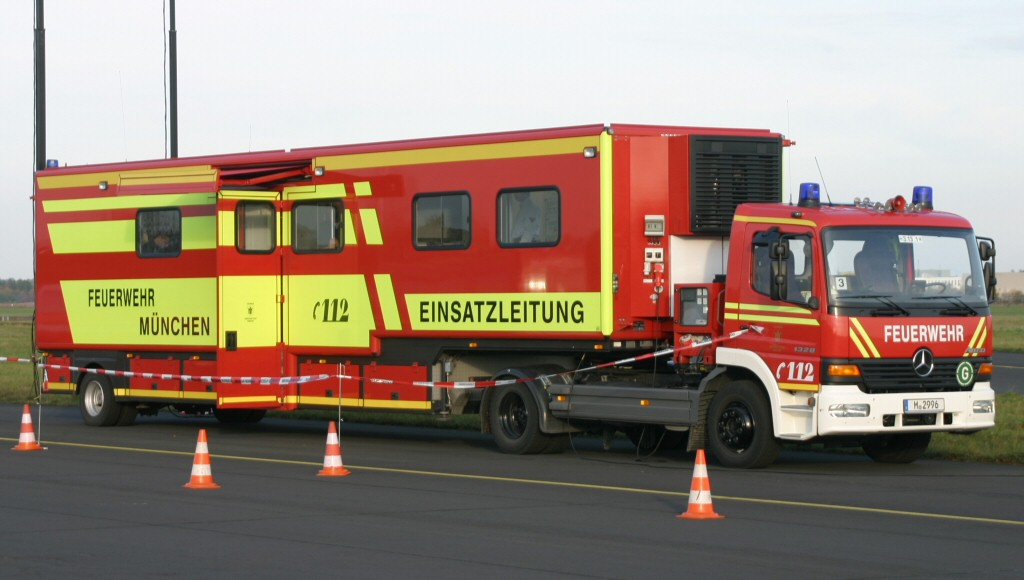
Einsatzleitwagen 3 der Feuerwehr München

Der Einsatzleitwagen 3 war ein Fahrzeug zur Leitung von Einsätzen bei größten Schadenslagen und ist inzwischen nicht mehr genormt (DIN 14507 Teil 4). De facto werden als ELW 3 alle Fahrzeuge bezeichnet, die größer sind als die Mindestangaben es für einen ELW 2 verlangen.
Der ELW 3 ist dazu konzipiert, bei Größtschadenslagen und Katastrophen als mobile Kommandozentrale für die Einsatzleitung zu dienen. Große Fahrzeuge dieses Typs können auf Tieflader mit ausziehbaren Seitenteilen aufgebaut werden und beherbergen eine komplette Stabs-Stelle, die für über 20 Personen Platz bietet. Oft finden sich anstelle von ELW 3 auch Abrollbehälter für Wechsellader, die sich gegenseitig ergänzen und/oder mit einem Einsatzzelt erweitert werden, um eine große Führungsstelle einzurichten. Da es für diese Fahrzeuge keine Norm mehr gibt, sind ihr Aussehen und ihre Ausrüstung stark von den örtlichen Gegebenheiten abhängig.

### Alternative: Abrollbehälter Einsatzleitung
Die Aufgaben eines ELW 2 kann auch ein einzelner Abrollbehälter Einsatzleitung übernehmen. Um die Leistungsfähigkeit eines ELW 3 zu erreichen, sind aus Platzgründen mindestens zwei Abrollbehälter notwendig.

### Zugtruppkraftwagen
Der Zugtruppkraftwagen ist ein nicht genormtes Fahrzeug. Beim erweiterten Katastrophenschutz war in der Stärke- und Ausstattungsnachweisung (StAN) ein Zugtruppkraftwagen vorgesehen. Auch nach der Außerkraftsetzung dieser Nachweise finden sich im Katastrophenschutz noch viele Einsatzleitwagen unter dieser Bezeichnung. Von der Größe, Ausstattung und Besatzung ist der Zugtruppkraftwagen am ehesten mit einem Einsatzleitwagen der Größe 1 vergleichbar.
Beim Technischen Hilfswerk wird ein Führungsfahrzeug verwendet, das mit Fernmelde- und Führungsmitteln ausgestattet ist und vom Zugtrupp verwendet wird. Die Besatzung besteht aus dem Zugführer, dem Zugtruppführer, einem Kraftfahrer und einem Helfer (1/1/2/4). Für größere Einsätze halten die Fachgruppen Führung / Kommunikation Führungs- und Kommunikationskraftwagen mit Führungs- und Lageanhängern bereit. Diese sind in ihrer Ausstattung den ELW 3 ähnlich.

## Weitere Führungsfahrzeuge

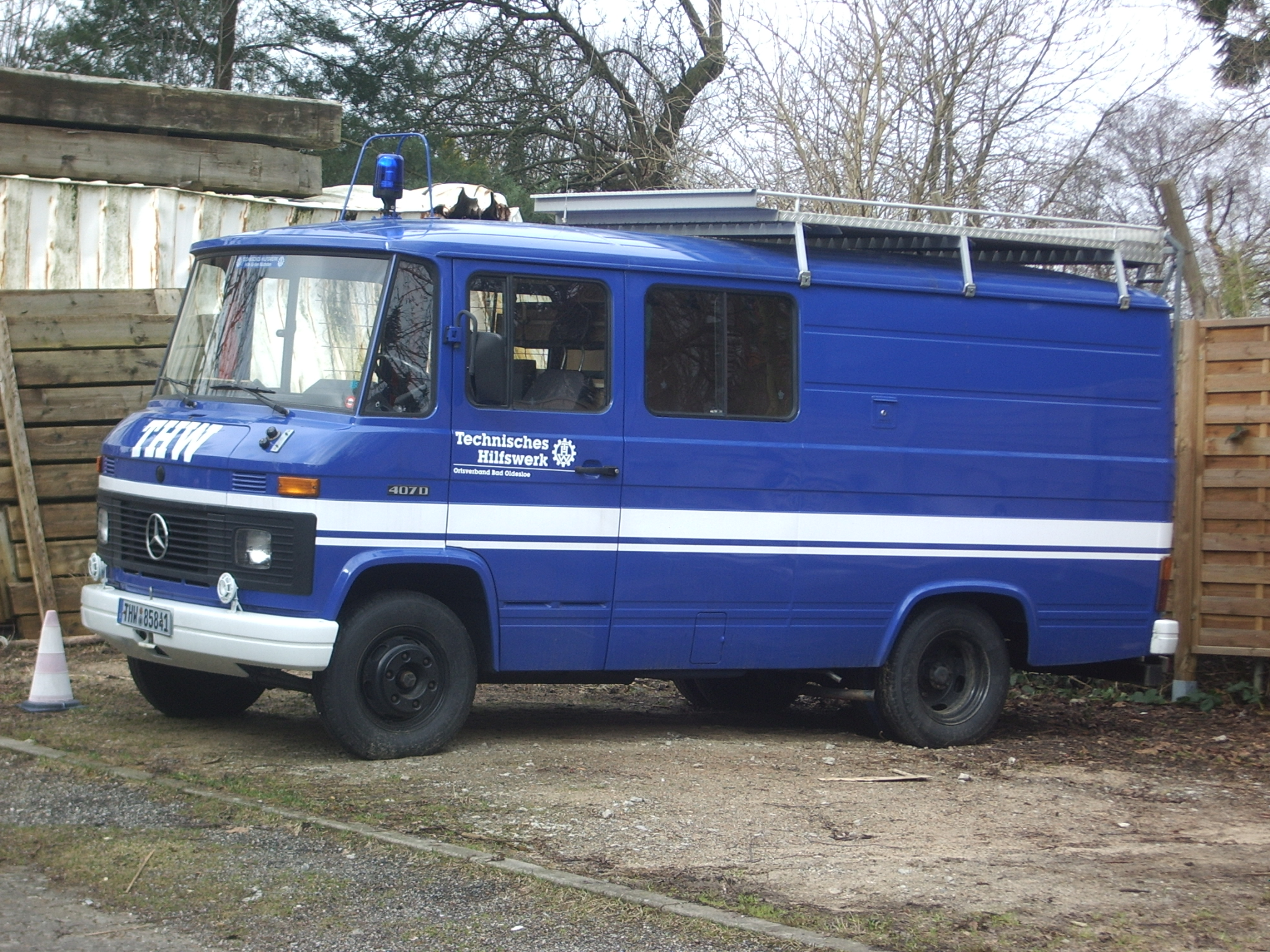
FüKW beim THW

Des Weiteren existieren im Katastrophen- und Zivilschutz (Fernmeldezug) sowie in einigen UG ÖEL weitere, nicht DIN-genormte Fahrzeuge zur Unterstützung der Einsatzleitung. Früher existierten für diese Fahrzeuge Typenblätter des Bundesamts für Bevölkerungsschutz und Katastrophenhilfe sowie der Behördenvorgänger. Zu dieser Fahrzeugart gehören im Wesentlichen Fernmeldekraftwagen (FmKw), Fernsprechkraftwagen (FeKW), Führungskraftwagen (FüKW), Führungs- und Kommunikationskraftwagen (FüKomKW) und Funkkraftwagen (FuKW). Während die FüKW den obigen Einsatzleitwagen 1 recht ähnlich sind, haben sich die anderen Fahrzeuge in der Regel auf den Einsatz bei Ausfall der regulären Funknetze beziehungsweise Kommunikationsverbindungen spezialisiert. Sie führen daher zum Beispiel Feldtelefone mit.